# 田庆远
田庆远（？—？），宋朝政治人物。
田庆远曾于1025年接替王举直任华亭县知县一职，1027年由李宏接任。